# لويز أرهارد
لويز أرهارد (بالألمانية: Luise Erhard)‏ هي اقتصادية ألمانية، ولدت في 18 أبريل 1893 في لانغنتسن في ألمانيا، وتوفيت في 9 يوليو 1975.